# Shi Shen (Mondkrater)
Shi Shen ist ein Einschlagkrater auf der Mondrückseite.
Shi Shen liegt im Norden der erdabgewandten Seite und kann nur bei günstiger Libration seitlich von der Erde aus gesehen werden. Der Winkelabstand zum Nordpol beträgt 13,45°, das entspricht einer Entfernung von gut 400 km. Er befindet sich im Gebiet zwischen den größeren Kratern Schwarzschild im Südosten und Nansen in nördlicher Richtung.
Der Höhenunterschied zwischen Kraterwall und Kraterboden liegt bei 3,24 km. Im Inneren befindet sich ein zirka 990 m hoher Zentralberg. Der Krater ist stark erodiert und entsprechend alt, seine Entstehungszeit fällt in die nektarische Periode.
Shi Shen hat zwei Nebenkrater:
| Buchstabe | Position           | Durchmesser | Link |
| --------- | ------------------ | ----------- | ---- |
| P         | 71,64° N, 96,82° O | 21 km       |      |
| Q         | 73,99° N, 96,18° O | 34 km       |      |

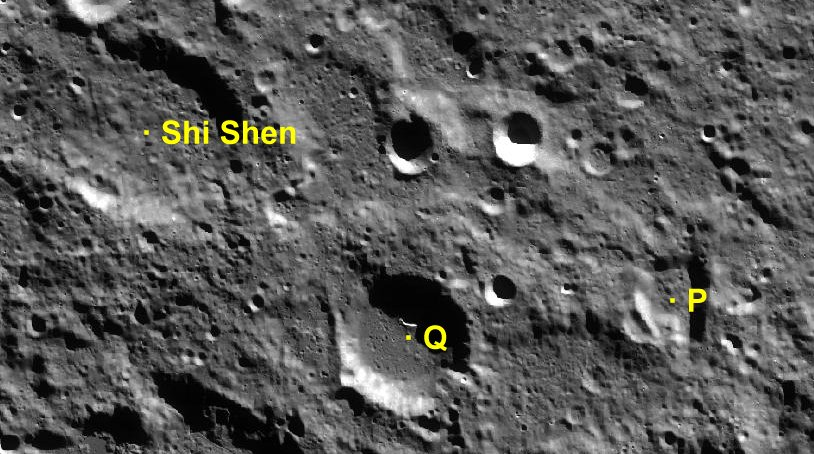
Shi Shen mit seinen Nebenkratern

Der Krater wurde 1970 von der IAU offiziell nach dem chinesischen Astronomen Shi Shen benannt.